# True Women
True Women (Alternativtitel: Western Ladies – Ihr Leben ist die Hölle) ist ein US-amerikanisches Filmdrama von Karen Arthur aus dem Jahr 1997. Das Drehbuch von Christopher Lofton beruht auf dem gleichnamigen Roman von Janice Woods Windle aus dem Jahr 1993.

## Handlung
Euphemia Ashby lebt in der Mitte des 19. Jahrhunderts im Süden der USA bei der Familie ihrer besten Freundin Georgia Lawshe. Die beiden verbringen einen Teil ihrer Kindheit miteinander, eine innige und glückliche Zeit für die beiden Mädchen. Doch es steht eine Trennung mit gemischten Gefühlen bevor: Euphemia erwartet die Ankunft ihres Vaters, der sie zu sich holen will. Den beiden Mädchen ist bang vor der Trennung, andererseits freut sich Euphemia doch sehr, ihren Vater wiederzusehen. Dieser erliegt auf dem Weg zu ihr einem Herzversagen. Für ihn springt sein Schwiegersohn, Texasranger Bartlett McClure, der Ehemann von Euphebias älterer Schwester Sarah, ein. Er holt das Mädchen nach Texas, wo es nun bei der Familie ihrer Schwester erwachsen wird, inmitten des von Bürgerkrieg, Indianerangriffen und Plünderern gebeutelten Landes. Die innige Brieffreundschaft zu der nun fernen Georgia Lawshe hält sie dabei über Wasser.
Georgia Lawshe macht währenddessen ihre eigenen schmerzlichen Erfahrungen mit Rassismus, Indianerverfolgung, Sklaverei und dem Krieg.
Das Leben führt die beiden jungen Frauen in Texas wieder zusammen, wo sie zunächst einmal mit ihrer Unterschiedlichkeit zu kämpfen haben. Schicksalsschläge und gesellschaftliche Problematiken schweißen die beiden jedoch wieder mehr und mehr zusammen, bis sie sich Seite an Seite für das Frauenwahlrecht einsetzen.
Die Frauen erleben den Sezessionskrieg sowie Kämpfe gegen die Mexikaner und die Indianer.

## Kritiken
Das Lexikon des internationalen Films schrieb, der „in die Jahre gekommene“ Film sei „ein Loblied auf den Mut der Pionierfrauen“ und wecke genauso „patriotische wie romantische Gefühle“. Er beinhalte einige Klischees, biete jedoch „solide Unterhaltung“.

## Auszeichnungen
Bruce Broughton wurde im Jahr 1997 für die Filmmusik für den Emmy Award nominiert. Julie Carmen wurde 1998 für den ALMA Award nominiert. Dana Delany gewann 1998 den Lone Star Film & Television Award.

## Hintergrund
Der Film wurde in Austin, McDade (Texas) und San Antonio gedreht. Er wird häufig im Fernsehen als eine Miniserie ausgestrahlt. In Deutschland wurde er im Juni 2004 auf DVD veröffentlicht.